# Johann Georg Vothmann
Johann Georg Vothmann (* 18. Juni (nicht 1. Juni) 1755 in Sonderburg; † 12. Februar 1788 in Sottrup) war ein Gärtner.

## Leben und Lehrjahre
Johann Georg Vothmann war ein Sohn des Gärtners Hans Peter Vothmann und dessen Ehefrau Maria Dorothea Oest (* 27. Mai 1729 in Ulderup; † 27. Mai 1805 in Sonderburg), einer Pastorentochter. Er hatte zwei Brüder namens Nicolai (* 26. Juni 1759; † 22. März 1831) und Christian (* 1. Juli 1766; † 31. August 1815). Vier weitere Geschwister starben im Kindesalter.
Im Gegensatz zu seinem Vater schloss sich Vothmann nicht der Herrnhuter Brüdergemeine an. Dennoch schrieb er einen autobiographischen Aufsatz, wie es Gemeindemitglieder seinerzeit taten. Dieser enthielt neben einem Lehrbrief insbesondere Angaben zur religiösen Entwicklung. Für die Zeit bis 1780 ist dies die einzige vorhandene Quelle für biographische Daten. Vothmann schrieb, dass sein Vater ihm Lesen und Schreiben beigebracht habe. Danach habe der die Stadtschule in Sonderburg besucht. Während dieser Zeit habe es erstmals Konflikte zwischen den sehr frommen Eltern und den Verlockungen der Außenwelt gegeben, die ihn zur „Sünde“ verleiten wollte. Bis Lebensende habe er nicht gelernt, diese Spannungen zu überwinden.
Im Frühjahr 1771 ging Vothmann zur Konfirmation. Danach arbeitete er mehrere Monate in der Gärtnerei seines Vaters. Im Oktober ging er in die Lehre bei Schlossgärtnerei Johann Gottfried Pothoff in Glücksburg. Während dieser Zeit lernte er vermutlich den herzoglichen Hofprediger Philipp Ernst Lüders kennen. Auch sein Onkel Nicolaus Fürst beeinflusste ihn. Beide versuchten, ihn über praktische Optimierungen der bäuerlichen Landwirtschaft aufzuklären, wofür sie jedoch keine Beweise hatten.

## Wirken
1774 erhielt Vothmann seinen Lehrbrief. Danach ging er nicht auf Wanderschaft, sondern zurück nach Sonderburg. Er trat in die Gärtnerei des Vaters ein und wurde dessen wichtigster Mitarbeiter. In dieser Position bereiste er wahrscheinlich die Ostseeküsten. In seinem autobiographischen Aufsatz für Brüdergemeinde schrieb er jedoch nur, dass er drei Mal in der Herrnhuter Siedlung Christiansfeld gewesen sei. Außerdem habe er im Sommer 1780 andere Handelsgärtner in Lübeck und Hamburg besucht. Über Kontakte außerhalb Sonderburgs und zu den Herrnhutern schrieb er nicht. Diese müssen jedoch die Voraussetzungen für spätere Publikationen gewesen sein.
Im Jahr 1779 schrieb die Landhaushaltungsgesellschaft (Landhusholdningsselskabet) aus Kopenhagen einen Preis aus. Ein Autor sollte eine Anleitung erstellen, wie Bauerngärten zu pflegen sein. Die nach Art eines Katechismus als Frage und Antwort zu formulierende Anweisung sollte sich für Bauern eignen. Vothmann dachte, dass Bauern aus den „deutschen Provinzen Dänemarks“ mit einem Werk in dänischer Sprache nur wenig geholfen sei. Daher beteiligte er sich mit einer deutschen Anleitung, die im Januar 1781 nach Ablauf der Ausschreibungsfrist einging. Die Anleitung fand das Gefallen der Gesellschaft, die die Kosten für eine Drucklegung übernahm. Dies kam einer zweiten Preisvergabe gleich. Das Werk erschien als Garten-Katechismus für Landleute in einem Verlag in Leipzig. Gedruckt wurde es vermutlich im Herbst 1782, trug jedoch das Jahr 1783 im Titel.
1784 verfasste Vothmann einen zweiten Teil des Buches. Damit wollte er sozial besser gestellte städtische Gärtner ansprechen. Das neue Buch mit beiden Teilen erschien als Oekonomisch-praktischer Garten-Katechismus. 1796 und 1805 folgten Neuauflagen, 1796 eine Variante in schwedischer Sprache, 1817 eine überarbeitete dänische Version. Die Landhaushaltungsgesellschaft gab zudem 1792 und 1794 einen dänischen Aufsatz Vothmanns heraus, in dem er beschrieb, wie Apfel- und Birnenmost zu produzieren und lagern sei, für den er bereits 1783 einen Preis erhalten hatte. Eine leicht gekürzte Variante dieses Text war 1783 in Christian Cay Lorenz Hirschfelds Gartenkalender für das Jahr 1784 zu lesen.
Hirschfeld versuchte, die Ästhetik des Englischen Gartens zu verbreiten. Ab ungefähr 1780 beschäftigte er sich auch mit dem Anbau von Obstbäumen, um der Landbevölkerung zusätzliche Einkünfte zu ermöglichen. Die königliche Rentekammer bot ihm Hilfe bei seinem Anliegen. 1783 bat sie Hirschfeld, in Düsternbrook eine „Fruchtbaumschule“ anzulegen. Diese sollte sich an einer Baumschule in Frederiksberg orientieren, die interessierten Bauern Obstbäume zur Verfügung stellte.
Im Rahmen der neuen „Fruchtbaumschule“ muss Hirschfeld Vothmann kennengelernt haben. In seinem ersten Gartenkalender für 1782 stellte er die erfolgreiche Arbeit der Vothmannschen Gärtnerei dar. Vothmann selbst steuerte für den Kalender einen Aufsatz bei, in dem er die künstliche Bestäubung von Nelken beschrieb. In den Folgejahren erschienen hier mehrere von ihm verfasste Beiträge, darunter auch der preisgekrönte Aufsatz über Apfel- und Birnenmost. Außerdem bot er Blätter von einheimischen Gewächsen für Herbarien an. Diese trugen eine Bezeichnung nach der binären Nomenklatur Carl von Linnés. Gemäß einem Schriftstellerlexikon von Berend Kordes schrieb Vothmann darüber hinaus Artikel für das botanische Sammelwerk Flora Danica von Georg Christian Oeder. Da das Archiv dieses Arbeiten bei einem Brand des Schlosses Christiansborg 1784 verloren ging, fehlen hierfür Nachweise.
Vothmann beteiligte sich auch an der Diskussion um die in England ausgelöste „Gartenrevolution“. So übersetzte er das Gedicht Les jardins, ou l'art d'embellir les paysages von Jacques Delille aus dem Jahr 1782. Der Dichter sprach sich darin für den englischen Garten aus. Vothmanns Fassung erschien in gekürzter Form im Gartenkalender für 1783. Sie zeigt, dass der Übersetzer verhältnismäßig frei vorging, den Text jedoch geschickt in deutsches Versmaß überführte. Wo und wann Vothmann die französische Sprache gelernt und sich mit zeitgenössischer Lyrik beschäftigt hatte, ist nicht dokumentiert.
Vothmann hinterließ weitere Gelegenheitsgedichte, die er zu familiären Anlassen geschrieben hatte und die, wie die komplette Übersetzung von Delilles Gedicht, nicht in den Druck gingen. Die Texte lassen den Schluss zu, dass er ein geübter Dichter war, der stilistisch geschickt formulierte. Einen wesentlichen Anteil daran, dass er trotz seines Sündenbewusstseins dichtete, dürfte sein Onkel und Schwiegervater Nicolaus Oest gehabt habe, der neben seinem Wirken als Pastor ebenfalls Gedichte verfasste.

## Tod und Fortgang der Gärtnerei
Vothmanns Ehefrau starb im Wochenbett wenige Tage nach der Geburt der ersten Tochter; Vothmann selbst kurz vor seiner geplanten zweiten Hochzeit an Scharlach. Sein Bruder Nicolai war gelernter Landwirt und verwaltete das Gut Rundhof. Zum Zeitpunkt des Todes Johann Georg Vothmanns arbeitete er als Sekretär auf Gut Loitmark bei Kappeln. Ohne praktische Erfahrung als Gärtner übernahm er den Betrieb und leitete diesen erfolgreich. Aufgrund der Napoleonischen Kriege und deren wirtschaftlichen Nachwirkungen bekam die Gärtnerei Probleme, die er später lösen konnte. Außerdem ermöglichte er der Öffentlichkeit Zugang zu dem Garten.
Nicolai Vothmann war im Mannesstamm das letzte männliche Mitglied dieser Gärtnerfamilie.

## Familie
Am 3. September 1784 heiratete Vothmann in Neukirchen in Angeln seine Cousine Maria Johanna Margaretha Oest (* 7. Dezember 1759 in Neukirchen; † 21. September 1785 in Sonderburg). Ihr Vater Nicolaus Oest, der Bruder von Vothmanns Mutter, wirkte als Pastor der dortigen Kirche. Das Ehepaar hatte eine Tochter namens Christiana (* 13. September 1785; † 13. Februar 1830). Sie heiratete Bendix Jensen (1768–1820), der ab 1803 als Pastor in Neukirchen und ab 1819 auch in Quern wirkte.